# Brigadni general (Francija)
Brigadni general (izvirno francosko Général de brigade; dobesedno general brigade) je višji vojaški čin, ki je v uporabi v Francoski kopenski vojski in Francoski žandarmeriji; v Francoskem vojnem letalstvu mu ustreza čin letalskega brigadnega generala (Général de brigade aérienne), medtem ko mu v Francoski vojni mornarici ustreza čin kontraadmirala. V skladu z Natovim standardom STANAG 2116 čin nosi oznako OF-6.
Danes brigadni general poveljuje brigadi, ki je največja stalna formacija. Prav tako pa se ga podeljuje polkovnikom ob upokojitvi. Oznaka čina sta dve zvezdi na rokavu oz. epoletah. Službeni kepi ima prav tako oznako dveh zvezd, medtem ko ima paradni kepi en večji trak hrastovih listov.

## Zgodovina
Čin se je razvil iz zgodovinskega čina brigadirja armad (Brigadier des armées), katerega je ustanovil Ludvik XIV. Francoski. Sprva je bil to naziv dolžnosti, nato pa se je razvil v dejanski čin. Zaradi vse bolj mobilnega bojevanja (zahvaljujoč konjenici) so feldmaršali (dobesedno poveljniki polja) potrebovali izkušene častnike, ki so lahko poveljevali manjšim enotam pod njihovim poveljstvom; brigadirji so tako bili višji polkovniki oz. nižji maršali (francosko Maréchal de camp). Maršal je nosil oznako dveh zvezd in brigadir oznako ene zvezde. Leta 1793 so čin brigadirja armad ukinili, medtem ko je bil čin feldmaršala zamenjan s činom brigadnega generala; slednji pa je podedoval oznako dveh zvezd. To pa tudi pojasni dejstvo, da v francoskih oboroženih silah ne obstaja enozvezdni čin; s tem pa se ustvari problem, saj je francoski brigadni general enakovreden ameriškemu brigadnemu generalu (in drugim), ki pa uporablja za oznako eno zvezdo.

## Oznake
- Oznaka čina brigadnega generala Francoske kopenske vojske
- Oznaka čina letalskega brigadnega generala
- Oznaka čina brigadnega generala Francoske žandarmerije